# 퓨전국악 VSTAR
퓨전국악 VSTAR는 대한민국의 국악 그룹이다. 2021년 싱글 《뺑덕이》로 정식 데뷔했다.

## 방송
- 코리아 갓 탤런트 2 (2012) - Top21
- 풍류대장 - 힙한 소리꾼들의 전쟁 (2021) - Top39(34위)

## 음반
- 뺑덕이 (2021)